# Ярмола Станіслав Олександрович
Станіслав Олександрович Ярмола — український військовослужбовець, полковник Збройних Сил України, учасник російсько-української війни. Лицар ордена Богдана Хмельницького III ступеня (2022).

## Життєпис
Станом на 2018 рік — начальник організаційно-мобілізаційного управління ОК «Південь».
Станом на 2020 рік — тимчасово виконувач обов'язків начальника штабу ОК «Південь».
Станом на 2022 рік — начальник Регіонального управління Сил територіальної оборони «Південь».
У лютому 2022 року був важко поранений російськими диверсантами в місті Одесі.

## Розслідування діяльності
3 червня 2024 року за процесуального керівництва Одеської спеціалізованої прокуратури у сфері оборони Південного регіону командувачу  Регіонального управління Сил територіальної оборони Збройних Сил України повідомлено про підозру у перевищенні службових повноважень (ч. 5 ст. 426-1 КК України). За даними слідства, з травня по листопад 2023 року полковник, перевищуючи свої службові повноваження, замість бойових чергувань у службовий час, незаконно залучав трьох військовослужбовців батальйону забезпечення та охорони до проведення будівництва і ремонту приватного будинку в Одеській області. За інформацією низки джерел ЗМІ йдеться саме про Станіслава Ярмолу, кримінальне провадження відносно якого відкрили ще у вересні 2023 року.
18 червня 2024 року Київський районний суд м. Одеси призначив Станіславу Ярмолі запобіжний захід. У ДБР повідомили, що Ярмолу ув'язнили до СІЗО на 60 днів з можливістю звільнення під заставу у 2 млн грн. Водночас, як було встановлено в судовому засіданні, Ярмола перебував на стаціонарному лікуванні у кардіологічному відділенні Військово-медичного клінічного центру Південного регіону та на судове засідання його було доставлено каретою швидкої допомоги разом з медичним працівником.

## Нагороди
- ордена Богдана Хмельницького III ступеня (8 березня 2022) — за особисту мужність і самовіддані дії, виявлені у захисті державного суверенітету та територіальної цілісності України, вірність військовій присязі[13].